# Перепряжка
Перепря́жка (рос. Перепряжка) — присілок у складі Нижньосергинського району Свердловської області. Входить до складу Михайловського міського поселення.
Населення — 279 осіб (2010, 272 у 2002).
Національний склад станом на 2002 рік: татари — 90 %.